# Zalámaná dolina
Zalámaná dolina je údolí na Slovensku v jižní části Velké Fatry. Nachází se v blízkosti Bystrické doliny. Vede tudy asfaltová cesta na Kráľovu studňu, obsluhující tamní horský hotel.

## Unikátní kamenný most
Kamenný most, nacházející se při vstupu do Zalámané doliny od Harmance, postavil v 16. století Thurzovsko–Fuggerovský podnik na výrobu mědi, který významně ovlivnil historii Banské Bystrice. Most byl součástí takzvané měděné cesty, která vedla přes Štubňu, Strečno a Jablunkovský průsmyk až do Slezska. Vyhýbala se tak městu Kremnica, kde by musela firma platit mýtné, což se kremnickým měšťanům nelíbilo a dali cestu na různých místech přehradit. Z toho pochází název „Zalámaná dolina“. 
Záznamy v katalogu historických památek o mostu chybí, je využíván pouze společností Mestské lesy Banská Bystrica. Archeologické výzkumy zde odkryly mince z 18. století i staré hornické kladívko. To by dokazovalo, že Thurzovsko–Fuggerovská společnost využívala své zaměstnance nejen k těžbě mědi, ale i ke stavbě silnice, která je zde vysekána do skály.